# Ковардак, Прасковья Ивановна
Прасковья Ивановна Ковардак (1913—2000) — советская работница сельского хозяйства, трактористка-стахановка МТС совхоза имени Ленина, Герой Социалистического Труда (1975).

## Биография
Родилась в 1913 году в станице Канеловская Староминской волости Ейского отдела Кубанской области (ныне Староминского района Краснодарского края).
Жила в станице Канеловской. Здесь окончила курсы трактористов и с 1931 года работала на тракторе ЧТЗ в Канеловской МТС. Добилась со своим напарником наивысшей выработки за посевной сезон 1937 года — 5143 га, завоевав первое место во Всесоюзном социалистическом соревновании тракторных бригад.
В 1937 году Прасковья Ивановна поступила в Московскую сельскохозяйственную академию имени К. А. Тимирязева, после окончания которой работала агрономом. Член ВКП(б) с 1938 года.
Затем работала бригадиром полеводческой бригады совхоза имени Ленина Ленинского района Московской области. Одна из зачинателей стахановского движения в сельском хозяйстве.
Занималась общественной деятельностью, была депутатом Верховного Совета СССР I созыва.
Указом Президиума Верховного Совета СССР от 22 сентября 1975 года за большие заслуги в развитии массового социалистического соревнования, достижение высокой производительности труда, многолетнюю деятельность по внедрению передовых методов работы в сельском хозяйстве и в связи с 40-летием стахановского движения Прасковье Ивановне Ковардак было присвоено звание Героя Социалистического Труда с вручением ей ордена Ленина и золотой медали «Серп и Молот».
Умерла в 2000 году.
Её муж — Павел Николаевич Павлов (1902—1985) — был директором совхоза имени Ленина.

## Награды
- Герой Социалистического Труда с вручением ордена Ленина (1975).
- Награждена орденами Трудового Красного Знамени, Октябрьской Революции, а также медалями, среди которых «За доблестный труд в Великой Отечественной войне»[8].